# Milešín

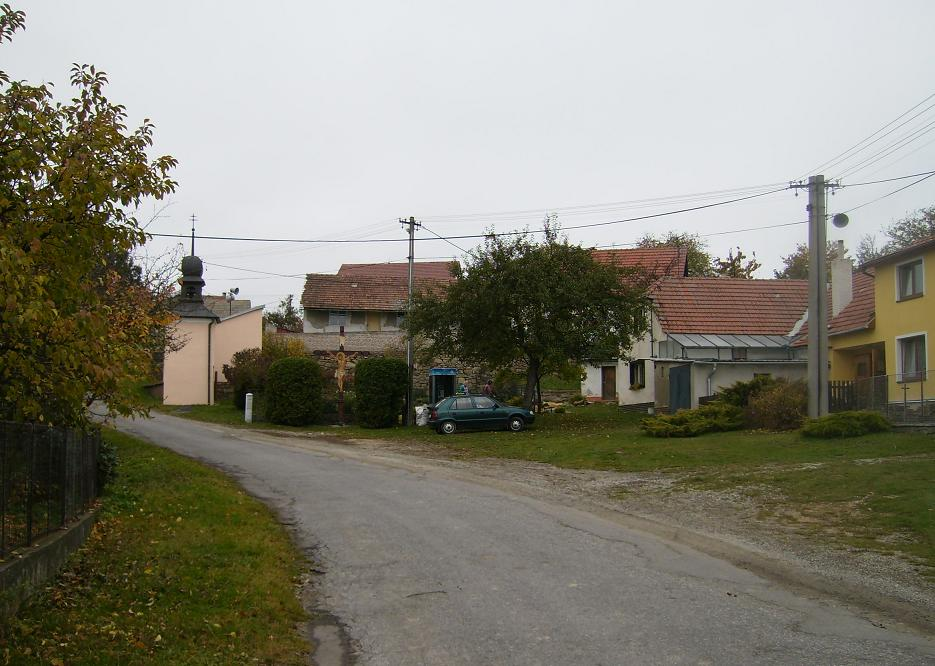
Milešín

Milešín (deutsch Mileschin, auch Milleschin) ist eine Gemeinde in Tschechien. Sie liegt zehn Kilometer nördlich von Velká Bíteš und gehört zum Okres Žďár nad Sázavou.

## Geographie
Milešín befindet sich in der zur Böhmisch-Mährischen Höhe gehörigen Křižanovská vrchovina (Krischanauer Bergland) linksseitig über dem Tal des Baches Halda. Nördlich erhebt sich der Strážnice (583 m), im Südwesten der Malý kamenný vrch (592 m), westlich die Svatá hora (679 m) und im Nordwesten der Kříb (620 m).
Nachbarorte sind Nová Ves und Radňoves im Norden, Vidonín im Nordosten, Rojetín im Osten, Rozseč im Südosten, Březí und Ondrušky im Süden, Skřinářov und Ořechov im Südwesten, Rohy und Kadolec im Westen sowie Heřmanov im Nordwesten.

## Geschichte
Erstmals urkundlich erwähnt wurde das zur Herrschaft Meziříčí gehörige Dorf im Jahre 1364. Besitzer von Milešín waren in der zweiten Hälfte des 15. Jahrhunderts Jiří und Hartlib Vojna von Litava. Nach deren Tode fiel Milešín zur Krone heim und 1482 schenkte Matthias Corvinus das Dorf an Mrakeš von Noskov. Ab 1498 gehörte Milešín den Lechvický von Zástřizl. Von diesen erwarb es 1512 Johann von Pernstein. Zu Beginn des 17. Jahrhunderts kam Milešín zur Herrschaft Ossowa. Im Jahre 1617 setzte Dobeš von Meziříčí Viktorin von Schönwald als Erbrichter von Milešín. Es wird aber angenommen, dass in Milešín bereits seit 1420 ein Erbgericht bestand. Gepfarrt war der Ort nach Hermannschlag.
Nach der Aufhebung der Patrimonialherrschaften bildete Milešín ab 1850 einen Ortsteil der Gemeinde Hermannschlag in der Bezirkshauptmannschaft Groß Meseritsch im Iglauer Kreis. 1878 entstand die politische Gemeinde Milešín. Im Jahre 1900 bestand das Dorf aus 33 Häusern und hatte 245 Einwohner. Die Freiwillige Feuerwehr Milešín wurde 1926 gegründet. Ab 1949 gehörte die Gemeinde zum Okres Velká Bíteš. Nach dem Brand eines Gutes wurde 1951 im Oberdorf ein Löschwasserteich angelegt. Am 10. Mai 1953 fielen zur Baumblüte 20 cm Schnee und blieb zwei Tage liegen. Zu Beginn des Jahres 1961 erfolgte die Eingemeindung nach Heřmanov, zugleich wurde das Dorf dem Okres Žďár nad Sázavou zugeordnet. Zwischen 1968 und 1969 entstand die Straße nach Heřmanov, nach deren Fertigstellung wurde am 25. November 1969 der Busverkehr nach Milešín aufgenommen. Im selben Jahre begann auch der Straßenbau nach Vidonín, der 1978 abgeschlossen wurde. 1992 wurde Milešín wieder selbständig.

## Ortsgliederung
Für die Gemeinde Milešín sind keine Ortsteile ausgewiesen. Zu Milešín gehört die Feriensiedlung Musilov.

## Sehenswürdigkeiten
- Glockenturm und Holzkreuz am Dorfplatz
- Naturschutzgebiet Heřmanov, westlich des Dorfes an der Straße zwischen Heřmanov und Skřinářov. Das seit dem 19. Oktober 1979 bestehende 1,89 ha große Schutzgebiet ist eine bedeutende Mineralienfundstätte. Die Heřmanovské koule (Hermannschlager Kugeln) sind ein Konglomerat aus Anthophyllit mit Einschlüssen von Phlogopit.